# 千束八幡神社
千束八幡神社（せんぞくはちまんじんじゃ）は、東京都大田区南千束にある神社。洗足池八幡宮（せんぞくいけはちまんぐう）とも称される。

## 概要
洗足池公園の北西端に鎮座している。
創建は平安時代の貞観2年（860年）、豊前国（現・大分県）の宇佐八幡を勧請して千束郷の総鎮守として創建されたとされる。

## アクセス
- 東急池上線洗足池駅から北西に徒歩6分